# Antipater IV
Pour les articles homonymes, voir Antipater.
Antipater IV est un prince hérodien. Il est le fils aîné de Phasaël II et Salampsio (en) et le petit-fils d'Hérode Ier le Grand.

## Source
- Christian-Georges Schwentzel, Hérode le Grand, Pygmalion, Paris, 2011,  (ISBN 9782756404721)